# New Haven Senators
Die New Haven Senators waren ein US-amerikanisches Eishockeyfranchise der American Hockey League aus New Haven, Connecticut. Die Spielstätte der Senators war das New Haven Coliseum.

## Geschichte
Die New Haven Nighthawks gingen nach der Saison 1991/92 eine Kooperation mit den neugegründeten Ottawa Senators ein, deren Farmteam aus der American Hockey League sie daraufhin wurden. Aus diesem Grund wurde das Franchise in New Haven Senators umbenannt. Unter diesem Namen war das Team in der Saison 1992/93 in der AHL aktiv und verpasste in seiner ersten und einzigen Spielzeit die Playoffs um den Calder Cup als Fünfter der North Division. Bereits nach einem Jahr siedelte Ottawa sein Farmteam in den kanadischen Kleinstadt Charlottetown, Prince Edward Island, um, wo es fortan als Prince Edward Island Senators in der AHL aktiv war.
Die Lücke, die die New Haven Senators in Connecticut hinterließen wurde von den beiden AHL-Clubs Beast of New Haven (1997–1999) und Bridgeport Sound Tigers (seit 2001), so wie den New Haven Knights aus der United Hockey League (2000–2002) gefüllt.

## Saisonstatistik
Abkürzungen: GP = Spiele, W = Siege, L = Niederlagen, T = Unentschieden, OTL = Niederlagen nach Overtime SOL = Niederlagen nach Shootout, Pts = Punkte, GF = Erzielte Tore, GA = Gegentore, PIM = Strafminuten
| Saison  | GP | W  | L  | T  | OTL | SOL | Pts | GF  | GA  | Platz     | Playoffs           |
| 1992–93 | 80 | 22 | 47 | 11 | —   | —   | 55  | 262 | 343 | 5., North | nicht qualifiziert |

## Team-Rekorde

### Karriererekorde
Spiele: 80  Scott White
Tore: 23  Greg Pankewicz
Assists: 44  Scott White
Punkte: 60  Martin St. Amour
Strafminuten: 195  Gerry St. Cyr